# Terremoto de Guerrero de 2011
El Terremoto de Guerrero de 2011 fue un sismo registrado a las 19:47:25 hora local del sábado, 10 de diciembre de 2011, con una magnitud de 6,5 (grado VI (fuerte) en la escala de Mercalli). Fue percibido con mayor intensidad en gran parte del sur y centro de México, concretamente en la capital del país y en los estados de Guerrero, Oaxaca, Puebla, Michoacán y Morelos. El sismo dejó un saldo de dos muertos y seis heridos.

## Detalles

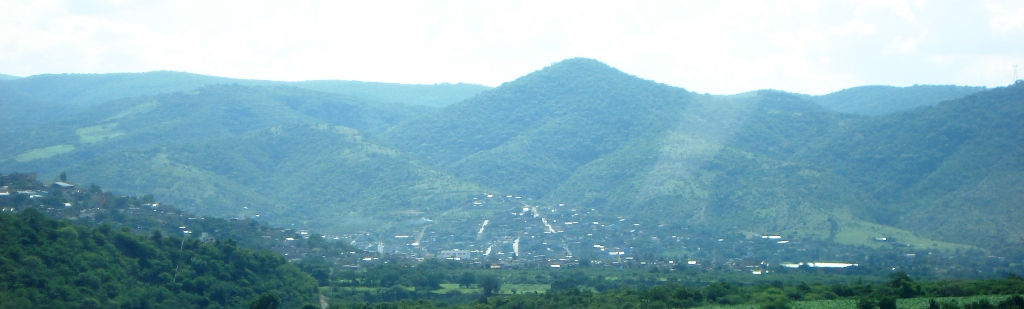
Zumpango del Río, ubicación cercana al epicentro del sismo.

El epicentro del sismo fue localizado a 49 km al noroeste de Zumpango del Río, en el estado mexicano de Guerrero con una profundidad de 64,9 km, se registró a las 19:47:26 UTC-6 (01:47:26 UTC) y tuvo una duración aproximada de 47 segundos.
Es el sismo más significativo de México del año 2011, debido a la cantidad de conflictos resultantes de dicho movimiento. Finalmente se ajusta su magnitud en 6,5 grados, con lo que se convierte, junto con el sismo de Veracruz, el sismo más fuerte del 2011 en México.
Según el Servicio Sismológico Nacional de México, se registraron siete réplicas de entre 3,6 y 4,1 grados Richter que se expandieron hasta 12 horas después del primer movimiento.

## Consecuencias
Las consecuencias comenzaron inclusive en el proceso del sismo: hubo cortes de energía eléctrica en aproximadamente 30 colonias de la Ciudad de México debido a la falla de generadores de energía en dicha ciudad, y a un protocolo de emergencia que se activa en estos casos. También se registró una momentánea suspensión de la comunicación telefónica y móvil celular, lentitud del servicio de Internet (ocasionado sobre todo en las redes sociales, debido al pánico surgido entre los usuarios momentos después de ocurrido el movimiento telúrico). Fueron emitidas algunas medidas de alerta y prevención como la suspensión momentánea del transporte del Metro y el desalojo de varias familias de sus casas en la Ciudad de México.
En el estado de Guerrero se reportaron varias afectaciones, por ejemplo, en una carretera de la ciudad de Chilpancingo hubo deslizamiento de tierra, por lo que hubo afectación vehicular en dicha ciudad y en Iguala. En el epicentro de Zumpango del Río se deslavo un cerro ubicado al noreste de la ciudad, mientras que en la capital de Chilpancingo la catedral de dicha ciudad resultó fracturada.
Se registraron dos fallecimientos: Un joven perdió la vida al caerle el techo de un negocio comercial en la ciudad de Iguala, Guerrero. Otro fue en la Autopista del Sol, en el kilómetro 287; una roca desprendida de un cerro cayó, producto del sismo posiblemente ejecutándose en ese momento, impactó en una camioneta y provocó la muerte del conductor, más aparte dos mujeres lesionadas a bordo del vehículo.